# Pralidossima
La pralidossima, o pralidoxima o 2-PAM, è un composto chimico utilizzato come antidoto (in associazione all'atropina) per contrastare l'effetto degli esteri organofosforici come quelli costituenti gli agenti nervini o alcuni insetticidi, spesso in associazione all'atropina e al diazepam.
La forma più comunemente utilizzata è il sale contenente l'anione cloruro (cloruro di pralidossima) o la pralidossima metilsolfato.

## Caratteristiche fisiche e chimiche
Il composto si presenta come una polvere cristallina bianca o bianco-giallastra, priva di odore. 
La solubilità in acqua è molto alta.

## Farmacodinamica
Pralidossima è tipicamente utilizzata in caso di avvelenamento da organofosfati. L'enzima acetilcolinesterasi presenta due siti d'azione (il sito anionico e il sito esterasico) e catalizza la reazione che, a partire da una molecola di acetilcolina, porta alla formazione di colina e di acetato. Ciò è possibile nel momento in cui una molecola di acetilcolina viene a legarsi ad entrambe le estremità (entrambi i siti dell'enzima) per essere scissa.
In caso di avvelenamento da organofosfato, questo composto si va a legare ad una sola estremità dell'enzima acetilcolinesterasi (il sito esterasico), bloccando l'attività dell'enzima. La pralidossima è in grado di attaccarsi all'altra metà del sito d'azione (il sito anionico - la serina) dell'enzima acetilcolinesterasi, per poi legarsi all'organofosfato. Quest'ultimo viene a cambiare la propria conformazione spaziale, perdendo così la capacità di legarsi all'enzima acetilcolinesterasi. Il complesso organofosfato/antidoto si viene successivamente a staccare dal sito, e l'enzima viene a "rigenerarsi", ovvero torna in grado di funzionare nuovamente.
La pralidossima pertanto funziona come una sorta di "riattivatore" dell'acetilcolinesterasi.
Si deve tenere presente che alcuni tipi di inibitori possono invece sviluppare un legame permanente con l'acetilcolinesterasi: in questo caso le ossime, cui appartiene la pralidossima, non possono assolutamente invertire il legame e sono pertanto totalmente inefficaci.

La pralidossima viene spesso utilizzata in associazione all'atropina (un antagonista muscarinico) per contribuire a ridurre gli effetti parasimpatici dell'avvelenamento da organofosfati. La molecola è efficace solo nella tossicità da organofosfati ma non ha alcun effetto se l'enzima acetilcolinesterasi risulta carbamilato, come avviene con alcuni carbammati (ad esempio la neostigmina o la fisostigmina).
La pralidossima ha un ruolo importante nella reversione della paralisi dei muscoli respiratori, ma a causa della sua scarsa capacità di oltrepassare la barriera emato-encefalica (a causa della sua carica positiva) e quindi di penetrare nel sistema nervoso centrale, ha scarso o nullo effetto sulla depressione respiratoria dovuta agli effetti centrali dell'intossicazione da organofosfati. Questo è il motivo per cui l'atropina, che invece ha un'eccellente penetrazione della barriera emato-encefalica, è somministrata in concomitanza con la pralidossima durante il trattamento degli avvelenamenti.
Mentre l'efficacia dell'atropina negli avvelenamenti da organofosfati è ormai consolidata, l'esperienza clinica con la pralidossima ha portato a dubbi diffusi sulla sua reale efficacia nel trattamento dei medesimi avvelenamenti.

## Farmacocinetica
A seguito di somministrazione per via endovenosa la pralidossima si distribuisce rapidamente nei diversi tessuti biologici dell'organismo, ma non oltrepassa la barriera ematoencefalica. Il composto non si lega alle proteine plasmatiche e viene rapidamente eliminato dall'organismo attraverso l'emuntorio renale, anche grazie ad un meccanismo di secrezione tubulare, in parte in forma immodificata e parzialmente sotto forma di metaboliti prodotti dal fegato. L'emivita di eliminazione del composto è variabile tra 1 e 3 ore. I soggetti con funzionalità renale alterata presentano un incremento dei livelli plasmatici del farmaco.

## Usi clinici
La pralidossima trova impiego nel trattamento dell'avvelenamento da sostanze organofosfate, purché venga somministrata il prima possibile.  A distanza di circa 24 ore dall'avvelenamento diviene infatti molto meno efficace in quanto l'inattivazione della colinesterasi diviene sostanzialmente irreversibile.

## Controindicazioni
La molecola è controindicata oltre che in caso di ipersensibilità al principio attivo, anche nel trattamento dell'avvelenamento da insetticidi carbammati, ove sembra possa addirittura aumentarne la tossicità.
Viene assunto per endovena o per infusione continua (circa 8 grammi durante le 24 ore).

## Effetti collaterali
L'uso di pralidossima si associa con relativa frequenza ai seguenti effetti avversi: 
- vertigini
- sonnolenza
- nausea
- offuscamento della vista[14]
- tachicardia
- cefalea
- iperventilazione
- debolezza muscolare
- dolore nel punto di inoculazione
- aumento transitorio delle creatinchinasi, delle aspartato transaminasi e delle alanina transaminasi
- diplopia.

In alcuni soggetti a seguito dell'infusione endovenosa a velocità eccessiva,oltre alla tachicardia, è possibile che si verifichino anche
- laringospasmo
- rigidità muscolare

## Dosi terapeutiche
La pralidossima viene somministrata per via endovenosa lenta in 5-10 minuti, oppure per infusione in circa 30 minuti. È possibile anche ricorrere alla somministrazione per via sottocutanea o intramuscolare.
Nei soggetti adulti il dosaggio consigliato è pari a 30 mg/kg peso corporeo (di solito 1-2 g), somministrati come terapia endovenosa (durata di 15-30 minuti) o iniezione intramuscolare o sottocutanea, ripetibile 60 minuti più tardi. Il farmaco può anche essere infuso continuativamente per via endovenosa alla dose di 500 mg/h.
Nei bambini il dosaggio consigliato è pari a 20–50 mg/kg seguito da un'infusione di mantenimento a 5–10 mg/kg/h.

## Interazioni
L'associazione tra atropina e pralidossima può causare il verificarsi di segni di atropinizzazione (vampate di calore, midriasi, tachicardia, secchezza della bocca e del naso) possono verificarsi prima di quanto ci si potrebbe aspettare quando l'atropina viene usata da sola. Ciò è particolarmente vero se la dose totale di atropina è stata importante e la somministrazione di pralidossima è stata ritardata.